# Zilele Imnului Național
Zilele Imnului Național (sau Zilele Vâlcii) reprezintă un eveniment ce are loc în zilele de 29, 30 și 31 iulie în Râmnicu Vâlcea, cu scopul de a aniversa prima cântare a imnului „Deșteaptă-te, române!”. Acesta s-a auzit pentru prima dată pe 29 iulie 1848, în parcul Zăvoi.